# Stop de tijd (televisieprogramma)
Stop de tijd is een Nederlandse televisiequiz. De quiz is begonnen als een samenwerkingsverband tussen de ouderenomroep MAX en de internationale omroep BVN. In het eerste seizoen speelden vier emigranten, die elkaar niet kenden, tegen elkaar. In seizoen 2 en 3 kennen de koppels elkaar wel en is slechts een lid een emigrant en in seizoen 3 komen beide leden van een koppel uit Nederland.

## De quiz
In de eerste ronde van de quiz werd in seizoen 1 en 2 de kennis over Nederlandse steden getoetst, in seizoen 3 werd de kennis van prominente Nederlanders getest. In de tweede ronde wordt aan de hand van audio- en beeldfragmenten vragen gesteld. Deze vragen kunnen gaan over diverse onderwerpen, zoals politiek, sport en bijzondere gebeurtenissen in Nederland, zoals het optreden van de Beatles in Blokker en de geboorte van prins Willem-Alexander. In de finaleronde wordt het winnende duo gesplitst en spelen ze tegen elkaar. In deze ronde krijgen de finalisten vragen over jaartallen. Door het roepen van Stop De Tijd wordt een wiel met jaartallen gestopt. De twee-keuze-vraag gaat over het jaartal dat dan voorstaat.
Als hoofdprijs werd in seizoen 1 een schilderij van beeldend kunstenaar Geke Hoogstins uitgereikt. In seizoen 2 en 3 was de hoofdprijs een e-book.
In Nederland wordt het programma door Omroep MAX uitgezonden en in de rest van de wereld door BVN.